# Kim Hyang-mi (bokserka)
Kim Hyang-mi (ur. 30 sierpnia 1990 r. w Hamhŭng) – północnokoreańska bokserka, brązowa medalistka mistrzostw świata i dwukrotnie srebrna mistrzostw Azji. Występowała w kategoriach od 48 do 51 kg. Pracuje jako żołnierz.
Zdobyła brązowy medal w kategorii do 48 kg na mistrzostwach świata w 2018 roku w Nowym Delhi. W 1/8 finału wygrała z reprezentującą Chińskie Tajpej Pin Meng-chieh 3:2, a w ćwierćfinale pokonała Bak Cho-rong z Korei Południowej 5:0. Natomiast w półfinale przegrała jednogłośnie z Mary Kom z Indii.